# (89735) Tommei
(89735) Tommei est un astéroïde de la ceinture principale.

## Description
(89735) Tommei est un astéroïde de la ceinture principale. Il fut découvert le 4 janvier 2002 à San Marcello Pistoiese par Andrea Boattini et Luciano Tesi. Il présente une orbite caractérisée par un demi-grand axe de 3,07 UA, une excentricité de 0,12 et une inclinaison de 6,6° par rapport à l'écliptique.

## Compléments